# Шелехов, Дмитрий (футболист)
Дмитрий Шелехов (эст. Dmitri Šelehhov; 9 октября 1981, Нарва) — эстонский футболист, крайний защитник.

## Биография
Воспитанник нарвского футбола. Взрослую карьеру начал в местной «Балтике» в низших лигах Эстонии. В 1999 году перешёл в ведущий клуб города — «Нарва-Транс». Дебютный матч в высшем дивизионе Эстонии сыграл 22 мая 1999 года против «Лантаны». Всего за девять сезонов в составе «Транса» сыграл 150 матчей в высшей лиге (по другим данным — 151), голов не забивал. Становился серебряным (2005) и бронзовым (2006) призёром чемпионата страны, обладателем (2001) и финалистом (2007) Кубка Эстонии, обладателем Суперкубка Эстонии 2007 года (в финальных матчах не играл, в двух последних был запасным). Провёл 10 матчей в еврокубках — две игры в Кубке УЕФА и 8 — в Кубке Интертото. Дважды уходил в аренду в клубы первой лиги — «Калев» (Силламяэ) и «Меркуур» (Тарту).
После ухода из «Транса» выступал на протяжении семи сезонов за «Тамме Ауто»/«Ирбис» (Кивиыли) в первой лиге, провёл более 170 матчей. В 2015 году перешёл в клуб четвёртого дивизиона «Нарва Юнайтед», с которым стал полуфиналистом Кубка Эстонии 2016/17.
Помимо большого футбола, играл за клубы высшей и первой лиг Эстонии по мини-футболу (футзалу).
Выступал за молодёжную сборную Эстонии, провёл 4 матча.
По состоянию на начало 2020-х годов работает детским тренером в нарвском филиале клуба «ТЯК Легион».